# 夏一新
夏一新（1964年8月25日—）是臺灣精神科醫師，台灣南投縣人，是加拿大英屬哥倫比亞大學神經科學博士，專長為精神科、憂鬱症、躁鬱症相關醫療等。 曾被票選為全國十大抗憂醫師第一名；曾任職三軍總醫院精神醫部主治醫師、科主任及部主任；現為夏一新身心精神科診所院長。

## 研究領域
夏一新是加拿大英屬哥倫比亞大學神經科學博士。曾任台灣生物精神醫學暨精神藥理學學會理事、國防醫學院醫學系精神學科主任、三軍總醫院精神醫學部部主任，專長為精神科、憂鬱症相關醫療等。研究興趣是生物精神醫學、神經精神藥理學、神經精神內分泌學、神經化學、神經精神免疫學、神經影像學、躁鬱症、憂鬱症、季節性情感疾患病因的神經生物學研究等。

## 理念
夏一新在精神相關疾病治療的理念是，開藥並非唯一的方式，重點還是在建立良好的醫病關係，透過環境、充分的訪談、和具同理心的問診，來與病人建立互信關係，讓患者能放下心防，找出並解決問題。

## 生平
夏一新出生於南投縣埔里鎮。就學於桃園私立振聲中學，1979年考取台北市立建國高中。1982年起就讀國防醫學院醫學系，1989年以第一名成績畢業，獲台灣杜聰明博士獎學金。在就讀建國高中時，因家庭經濟和學業成績因素，飽受壓力和焦慮症狀困擾，曾赴台大醫院精神科就醫。習醫後，立志要以精神科作為行醫志業，幫助其他受到身心問題困擾的病人， 1995年完成台灣精神科住院醫師訓練，並考取台灣精神科專科醫師後；升任主治醫師，同年8月取得公費留學獎學金，赴加拿大進修，终在1999年11月獲取英屬哥倫比亞大學神經科學博士學位。2000年1月返台，回三軍總醫院精神醫學部任職，獲教育部審定頒發副教授證書。由主治醫師，科主任，一直升至部主任。2010年3月離職。於2010年4月，成立夏一新身心精神科診所迄今。
2013年，夏一新被票選為第四屆抗憂醫師全國第一名。

## 著作
- 2017年，《躁鬱狂潮：改變心情，迎向美好人生》，作者：夏一新，出版社：健行文化，ISBN 9789869254458
- 2019年，《戰勝躁鬱》，作者：夏一新，出版社：中國法制，ISBN13 9787521604566
- 2021年，《情緒壓力診療室：克服壓力, 擁有美好情緒》，作者：夏一新，出版社：健行文化，ISBN 9789860651164